# Nicolas Kempf
Pour les articles homonymes, voir Kempf.
Nicolas Kempf, né en 1414 à Strasbourg (Saint-Empire romain germanique) et mort en 1497 à la chartreuse de Gaming en Autriche, est un moine chartreux du XVe siècle. Il a laissé de nombreux écrits portant sur des questions de philosophie, sur le rapport entre théologie spéculative et vie de prière, sur la vie religieuse, sur l'exégèse, sur la liturgie ainsi que de nombreux sermons et des lettres.
Ayant reçu une formation universitaire à Vienne, il devient moine-ermite dans l'ordre des chartreux en 1440. Il fut ensuite prieur de différentes maisons de la province autrichienne des chartreux, maisons aujourd'hui situées en Autriche ou en Slovénie : les chartreuses de Gaming, de Geirach (Jurklošter) et de Pleterje. En référence à sa ville natale, il peut aussi être appelé Nicolas de Strasbourg ou, en latin, Nicolas de Argentina.
La plus grande partie de l'œuvre de Nicolas Kempf n'a jamais été publiée et n'est consultable que sur des manuscrits latins conservés dans des bibliothèques d'Europe centrale. Les quelques textes récemment traduits et édités intéressent principalement pour la façon dont leur auteur a considéré, notamment dans son Tractatus de mystica theologia, le rapport entre la théologie mystique et la théologie scolastique ou spéculative.

## Biographie

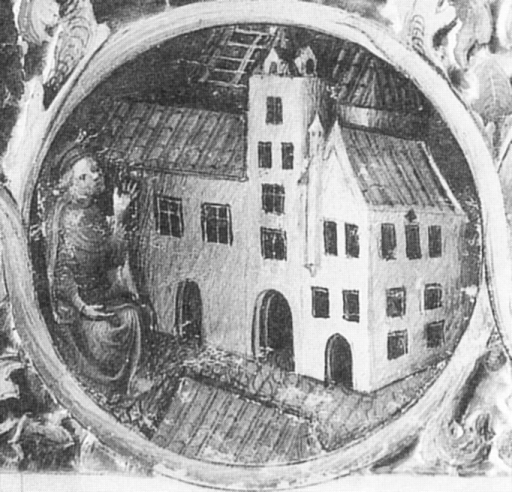
L'université de Vienne au XVe siècle

Une source remontant au XVIIIe siècle voulait que Nicolas Kempf soit mort centenaire en 1497. Ainsi en 1922, dans le Dictionnaire de Théologie Catholique, dom Stanislaus Autore situait sa date de naissance en 1397. Cependant cette date est incompatible avec l'âge auquel Nicolas Kempf est susceptible d'avoir été étudiant et obtenu ses diplômes. Selon Heinrich Rüthing, Nicolas Kempf est plus probablement né en 1414 à Strasbourg. Il reçut une première formation universitaire dans cette ville avant de venir à Vienne où il est étudiant en 1433. Il obtient ses diplômes à l'université de Vienne : bachelier ès art en 1435, master actu regens en 1437.

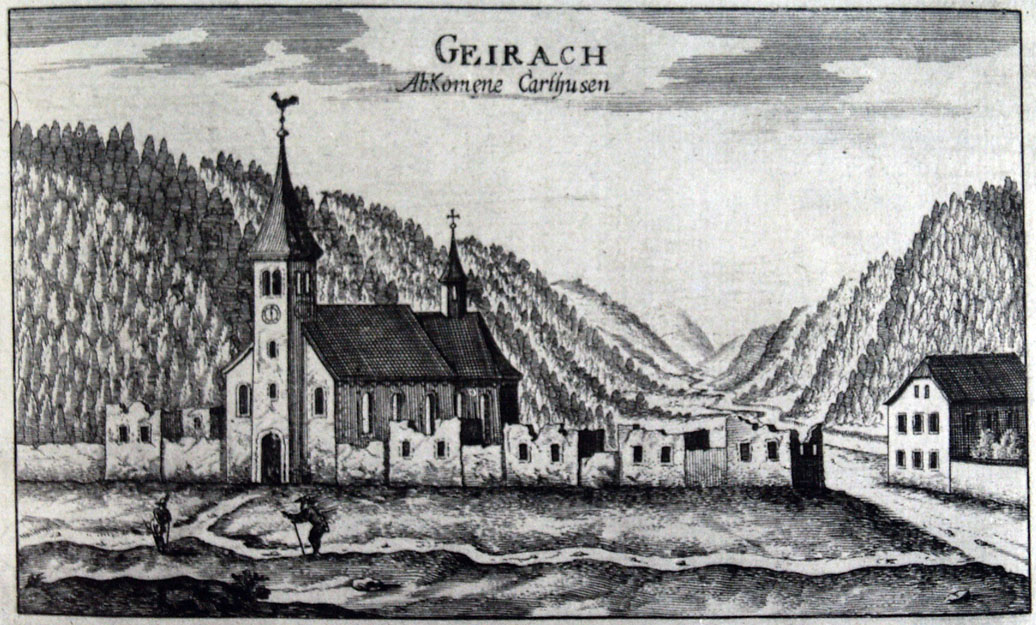
Chartreuse de Geirach, Jurklošter aujourd'hui en Slovénie, autrefois en dans la province autrichienne de Styrie

Après ces études, il entre à la chartreuse de Gaming en Autriche. Il y prend l'habit de religieux le 6 septembre 1440. Son entrée chez les chartreux est suivie de celles de nombreux autres étudiants et diplômés de l'université de Vienne. De 1447 à 1451 il est prieur de la chartreuse de Jurklošter (aujourd'hui en Slovénie, alors comprise dans la région autrichienne de Styrie), puis, de 1451 à 1458 prieur de la chartreuse de Gaming. Pendant les sept années de ce priorat, la chartreuse de Gaming connait une recrudescence importante du nombre d'entrées avec quinze nouveaux moines et quatre nouveaux convers.
En 1458 Nicolas Kempf fait un bref séjour dans sa ville natale de Strasbourg, puis il part au sud de l'Autriche, dans l'actuelle Slovénie, pour être prieur de la chartreuse de Pleterje. Il reste prieur de cette chartreuse de 1462 à 1467, date à laquelle il revient à la chartreuse de Geirach où il exerce un long priorat de vingt-trois années, jusqu'en 1490. Il revient ensuite dans la chartreuse de Gaming où il termine ses jours le 20 novembre 1497.

Les chartreuses dont Nicolas Kempf fut prieur, en Autriche et en Slovénie
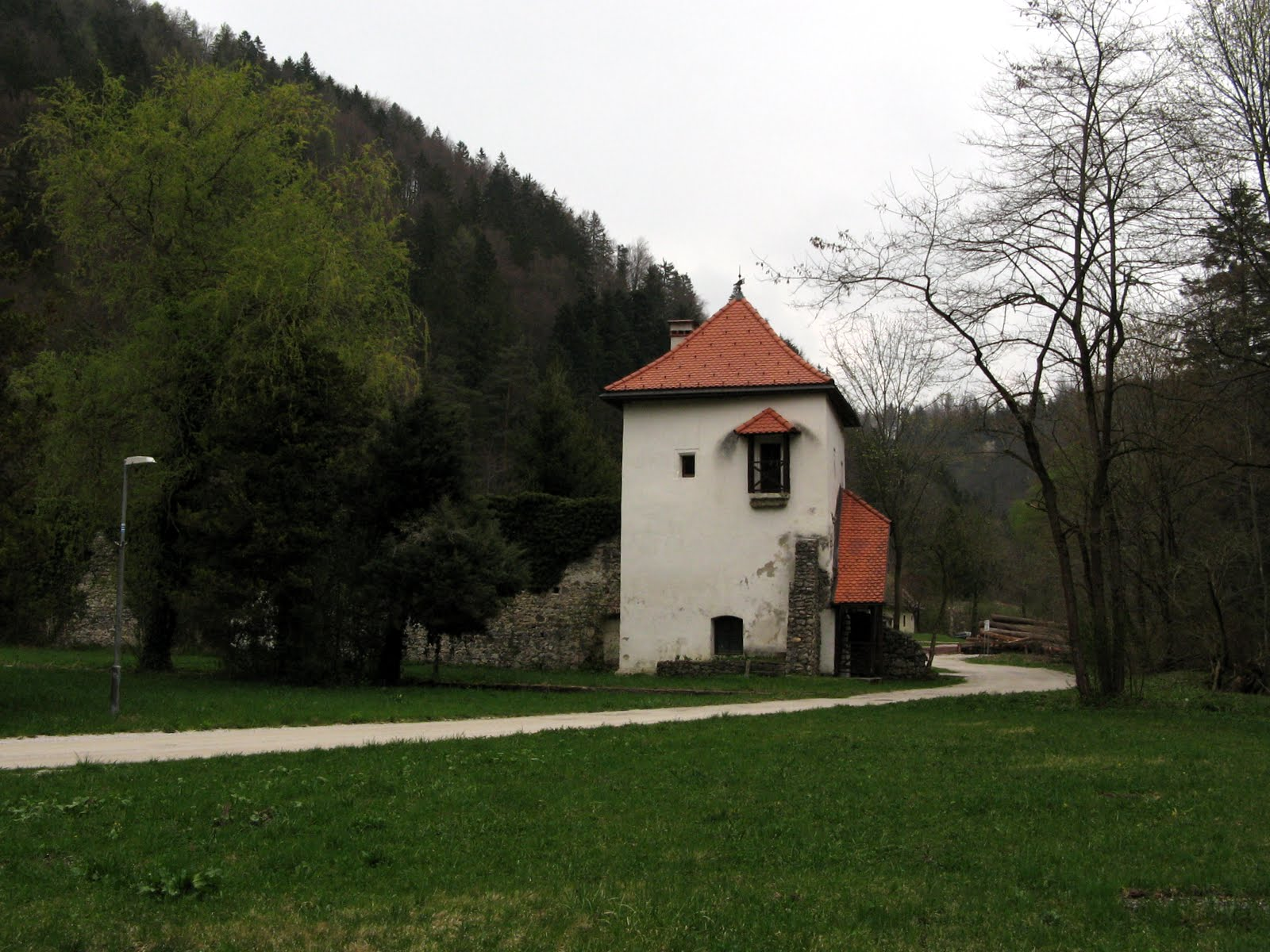
Chartreuse de Geirach (Jurklošter, en Slovénie)
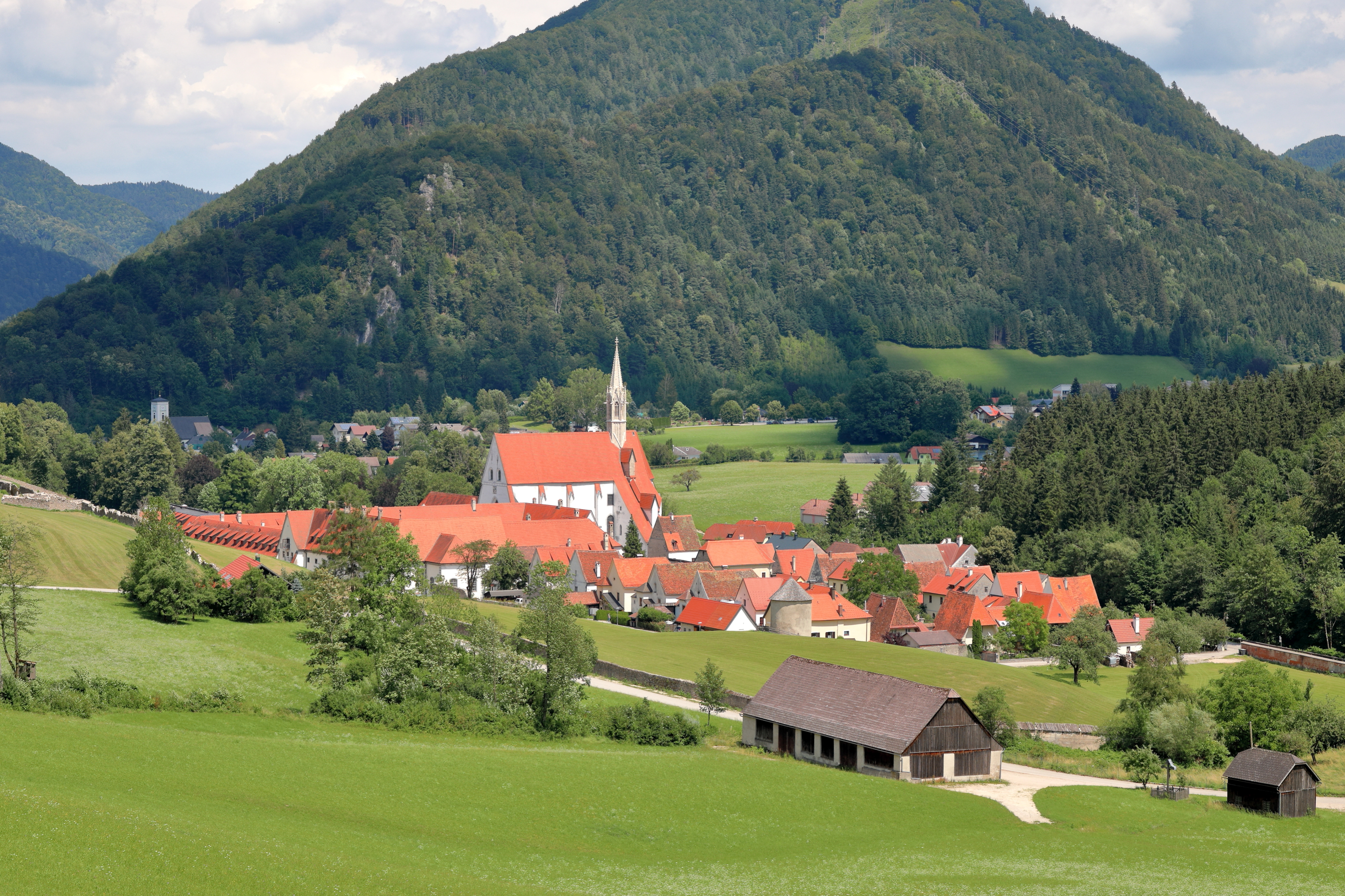
Chartreuse de Gaming en Basse-Autriche
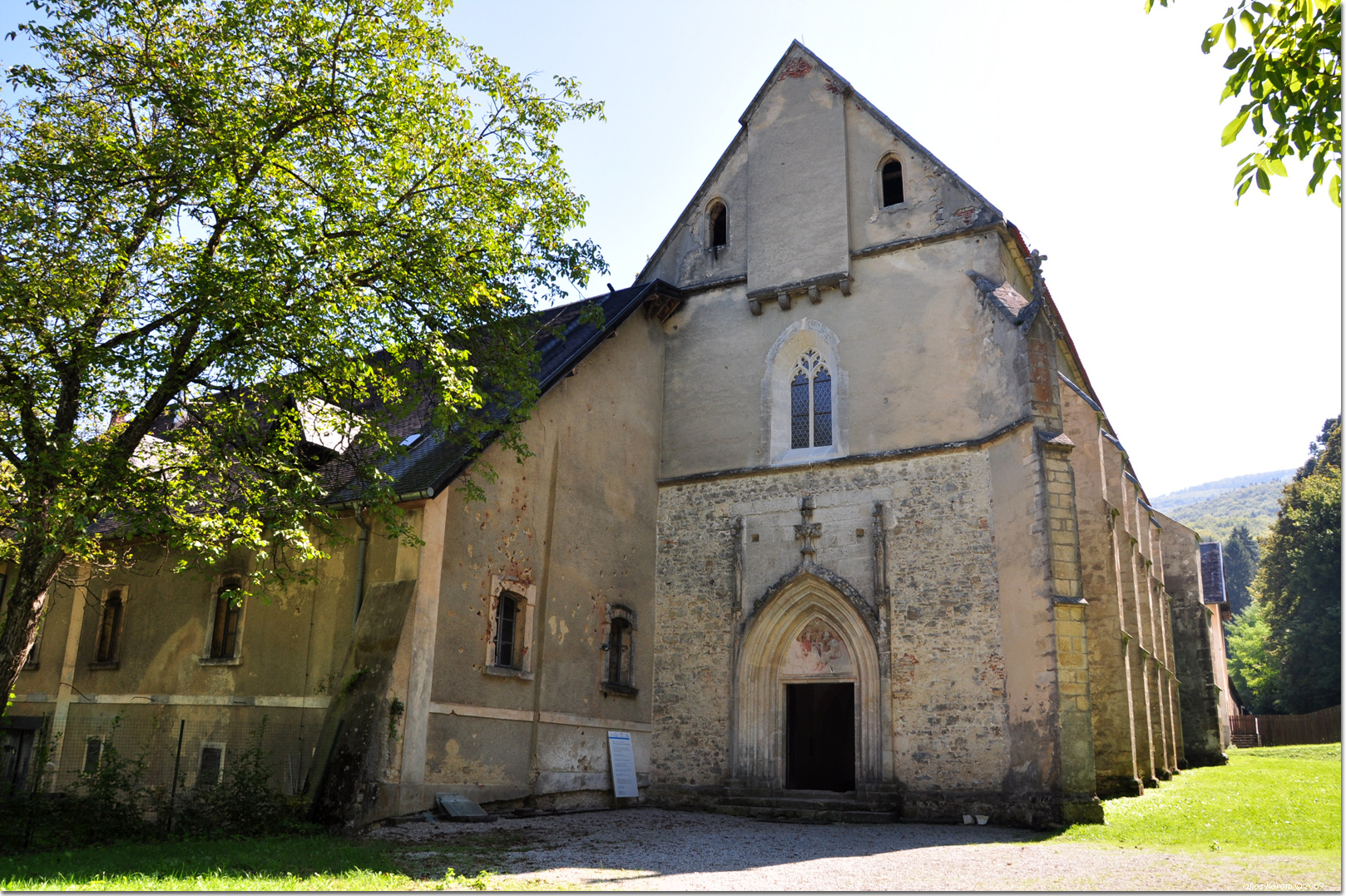
Chartreuse de Pleterje, près de Šentjernej en Slovénie

## Œuvres
- Explanatio in Cantica Cantorum
- De discretione
- De mystica theologia
- De ostensione
- De proponentibus
- De recto studiorum fine ac ordine
- Sermones super epistolas
- Sermones super evangelia